# 世界はまだ君を知らない (國府田マリ子のアルバム)
『世界はまだ君を知らない』（せかいはまだきみをしらない）は、國府田マリ子3枚目のミニアルバム。

## 解説
本作は7曲入りのオリジナル楽曲を収録。前作「絶対的energy★キラッ」の発売から約10年ぶりとなるアルバム。。2年もの製作期間を経ている。2025年2月から3か月連続でアルバム収録曲から1曲ずつサブスク解禁された。

## 収録曲
1. 世界はまだ君を知らない
作詞：國府田マリ子、作曲：前澤之伯、編曲：山口俊樹
2. 一緒に帰ろうか
作詞：AO、補作詞：國府田マリ子、作曲：bassy、編曲：山口俊樹
3. ゆりかご
作詞：meto、補作詞：國府田マリ子、作曲：meto、編曲：藤本大貴
4. 昨日より今日　今日より明日
作詞：國府田マリ子、作曲：前澤之伯、編曲：山口俊樹
5. 青い傘
作詞：maimie/國府田マリ子、作曲：前澤之伯、編曲：山崎泰之
6. 空と糸
作詞：maimie/國府田マリ子、作曲：前澤之伯、編曲：藤本大貴
7. beautiful moon
作詞：國府田マリ子、作曲：前澤之伯、編曲：山口俊樹